# Rannar Vassiljev
Rannar Vassiljev est un homme politique estonien né le 8 novembre 1981 à Rakvere, Estonie. Il est ministre du Travail et de la Santé en 2015.